# 암블리소무스아과
암블리소무스아과(Amblysominae)는 황금두더지과에 속하는 2개 아과 중의 하나이다.

## 하위 종
암블리소무스아과는 3개 속, 10종으로 이루어져 있다.
- 암블리소무스아과 (Amblysominae)
  - 암블리소무스속 (Amblysomus)
    - 핀보스황금두더지 (Amblysomus corriae)
    - 호텐토트황금두더지 (Amblysomus hottentotus)
    - 말리황금두더지 (Amblysomus marleyi)
    - 로버스트황금두더지 (Amblysomus robustus)
    - 하이펠트황금두더지 (Amblysomus septentrionalis)

  - 칼코클로리스속 (Calcochloris)
    - 후이티아아속(Huetia)
      - 콩고황금두더지 (Calcochloris leucorhinus)

    - 칼코클로리스아속 (Calcochloris)
      - 노랑황금두더지 (Calcochloris obtusirostris)

    - incertae sedis
      - 소말리황금두더지 (Calcochloris tytonis)

  - 황금두더지속 (Neamblysomus)
    - 줄리아나황금두더지 (Neamblysomus julianae)
    - 거닝황금두더지 (Neamblysomus gunningi)